# Música espectral

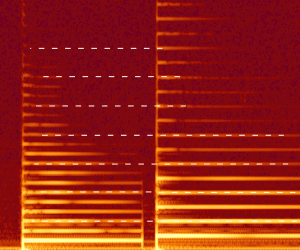
Un espectrograma d'un violí que toca una nota i després un cinquè perfecte a sobre amb els parcials compartits ressaltats pels guions blancs (espectres harmònics)

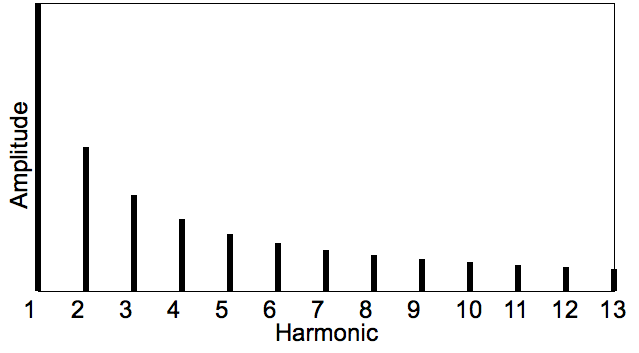
Espectre d'harmònics (que conté només harmònics harmònics)

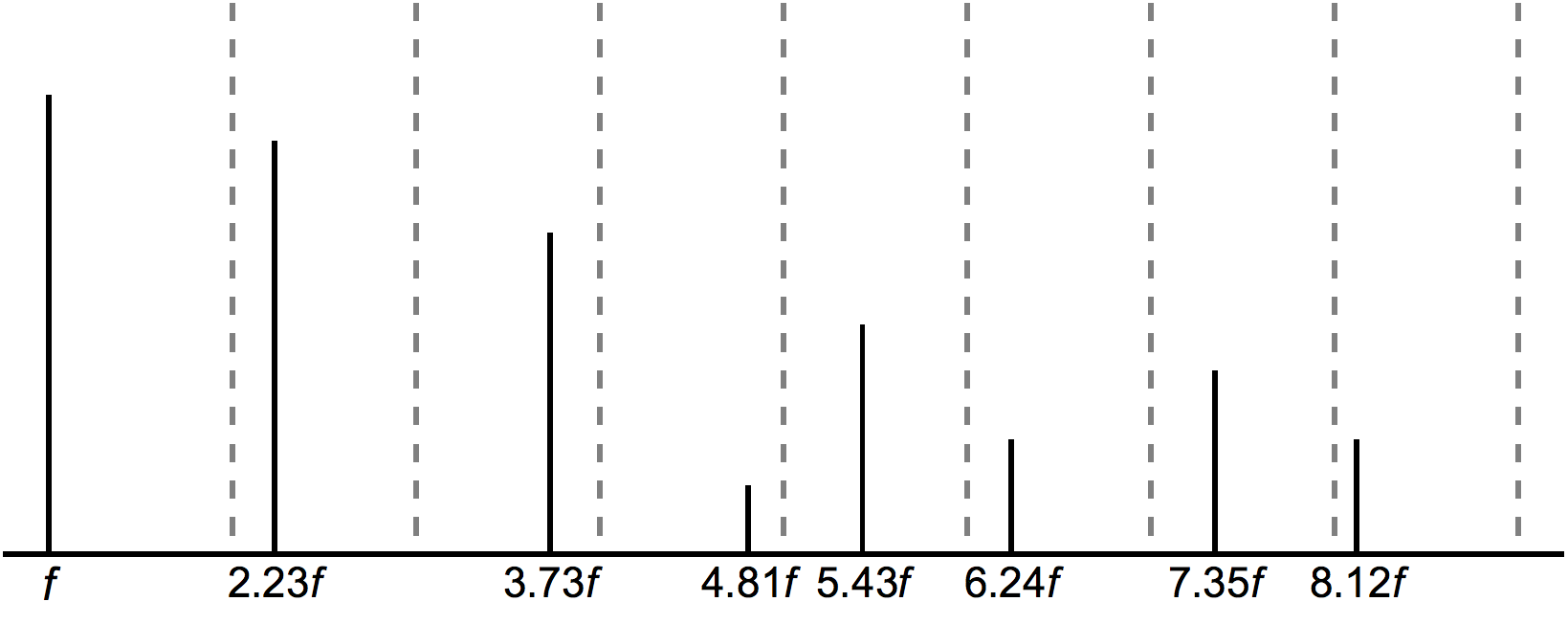
Espectre inharmònic d'una campana (les línies grises discontínues indiquen matisos harmònics)

La música espectral utilitza les propietats acústiques del so (o espectres sonors) com a base per a la composició.
Definida en llenguatge tècnic, la música espectral és una pràctica musical acústica on les decisions composicionals sovint s’informen mitjançant representacions sonogràfiques i anàlisi matemàtica d'espectres sonors o per espectres generats matemàticament. L'enfocament espectral se centra a manipular els trets espectrals, interconnectar-los i transformar-los. En aquesta formulació, l'anàlisi del so basat en ordinador i les representacions de senyals d'àudio es tracten com a anàlogues a una representació tímbrica del so.
L'enfocament espectral (de composició acústica) es va originar a França a principis dels anys setanta i es van desenvolupar tècniques i, posteriorment, es van perfeccionar principalment a l'IRCAM, París, amb l'Ensemble l'Itinéraire, de compositors com Gérard Grisey i Tristan Murail Hugues Dufourt se sol acreditar per haver introduït el terme musique spectrale (música espectral) en un article publicat el 1979. Murail ha descrit la música espectral com una estètica més que un estil, no tant un conjunt de tècniques com un actitud; com diu Joshua Fineberg, un reconeixement que "la música en última instància, el so evoluciona en el temps". Julian Anderson indica que diversos compositors principals associats amb l'espectralisme consideren que el terme és inadequat, enganyós i reductor. La Conferència de Música Espectral d'Istanbul del 2003 va suggerir una redefinició del terme "música espectral" per incloure qualsevol música que prevegi el timbre com a element important de l'estructura o el llenguatge.

## Orígens i història
Tot i que generalment es considera que l'espectralisme com a moviment històric va començar a França i Alemanya als anys setanta, els precursors de la filosofia i les tècniques de l'espectralisme, ja que valoren la naturalesa i les propietats del so per sobre de tot com a principi organitzador de la música, es remunten almenys a principis del segle xx. Entre els compositors protespectrals hi ha Claude Debussy, Edgard Varèse, Giacinto Scelsi, Olivier Messiaen, György Ligeti, Iannis Xenakis, LaMonte Young i Karlheinz Stockhausen. Altres compositors que van anticipar idees espectralistes en els seus escrits teòrics inclouen Harry Partch, Henry Cowell i Paul Hindemith. També va ser crucial per als orígens de l'espectralisme el desenvolupament de tècniques d'anàlisi i síntesi de so en música per a ordinadors i acústica durant aquest període, especialment centrades al voltant de l'IRCAM a França i Darmstadt a Alemanya.
Julian Anderson considera l'obra "Voyage into the Golden Screen" del compositor danès Per Nørgård per a orquestra de cambra (1968) com la primera "peça instrumental de composició espectral". L'espectralisme com a moviment unificat i reconegut, però, va sorgir a principis dels anys setanta, en part com a reacció i alternativa a l'estètica enfocada principalment al tonalisme del serialisme i post-serialisme que era ascendent en aquell moment. Els primers compositors espectrals es van centrar a les ciutats de París i Colònia i es van associar amb els compositors de l'Ensemble l'Itinéraire i del Feedback Group, respectivament. A París, Gerard Grisey i Tristan Murail van ser els pioners més destacats de les tècniques espectrals; “Espaces Acoustiques” de Grisey i “Gondwana” de Murail van ser dues obres influents d'aquest període. Els seus primers treballs van posar èmfasi en l'ús de les sèries de tons, tècniques d'anàlisi espectral i modulació d'anells i freqüències, i processos de desplegament lent per crear música que donés una nova atenció al timbre i la textura.
El grup alemany de comentaris, inclosos Johannes Fritsch, Mesias Maiguashca, Peter Eötvös, Claude Vivier i Clarence Barlow, es va associar principalment amb estudiants i deixebles de Karlheinz Stockhausen i va començar a ser pioner en tècniques espectrals al mateix temps. El seu treball generalment va posar més èmfasi en l'escriptura lineal i melòdica dins d'un context espectral en comparació amb el dels seus contemporanis francesos, encara que amb variacions significatives. Un altre grup important de primers compositors espectrals es va centrar a Romania, on va sorgir una forma única d'espectralisme, en part inspirada en la música popular romanesa. Aquesta tradició popular, recollida per Béla Bartók (1904–1918), amb les seves escales acústiques derivades directament de la ressonància i els instruments de vent naturals de la família de l'alforn, com el <i id="mwYQ">buciume</i> i el tulnice, així com la cornamusa cimpoi, compositors espectrals, inclosos Anatol Vieru, Aurel Stroe, Ştefan Niculescu, Horațiu Rădulescu, Iancu Dumitrescu i Octavian Nemescu.
Cap a finals del segle xx, les tècniques associades als compositors espectralistes van començar a adoptar-se més àmpliament i els pioners originals de l'espectralisme van començar a integrar les seves tècniques més plenament amb les d'altres tradicions. Per exemple, en les seves obres de la dècada de 1980 i fins a la dècada de 1990, tant Grisey com Murail van començar a apartar el seu èmfasi del procés més gradual i regular que caracteritzava els seus primers treballs per incloure contrastos dramàtics més sobtats i una escriptura més ben lineal i contrapuntística. De la mateixa manera, les tècniques espectrals van ser adoptades per compositors d'una àmplia varietat de tradicions i comtats, inclòs el Regne Unit (amb compositors com Julian Anderson i Jonathan Harvey), Finlàndia (compositors com Magnus Lindberg i Kaija Saariaho) i els Estats Units. Un altre desenvolupament és l'aparició de l '"hiperspectralisme"
 a les obres d'Iancu Dumitrescu i Ana-Maria Avram.

## Tècnica compositiva
"L'aventura espectral ha permès la renovació, sense imitar els fonaments de la música occidental, perquè no és una tècnica tancada sinó una actitud". – Gérard Grisey.
La "panoplia de mètodes i tècniques" utilitzades és secundària, essent només "el mitjà per aconseguir un fi sonor".
La música espectral se centra en el fenomen i l'acústica del so en lloc de les seves qualitats semàntiques potencials. El material de tonalitat i el contingut intervàl·lic sovint es deriven de la sèrie harmònica, inclòs l'ús de microtons. L'anàlisi espectrogràfica de fonts acústiques s’utilitza com a inspiració per a l'orquestració. La reconstrucció de materials font electroacústics per instruments acústics és un altre enfocament habitual de l'orquestració espectral. A la "síntesi instrumental additiva", els instruments s'assignen per reproduir components discrets d'un so, com ara un parcial individual. Als materials musicals s’apliquen l'modulació d'amplitud, la modulació de freqüència, els tons diferencials, la fusió harmònica, l'altura de residus, els fenòmens de to Shepard i altres conceptes psicoacústics. Els conceptes formals importants en la música espectral inclouen el procés i l'estirament del temps. Tot i que el desenvolupament és "significativament diferent dels de la música minimalista" en què es poden veure afectats tots els paràmetres musicals, també crida l'atenció sobre aspectes molt subtils de la música. Aquests processos solen aconseguir una transició suau mitjançant la interpolació. Qualsevol o totes aquestes tècniques poden estar operant en un treball concret, tot i que aquesta llista no és exhaustiva.
La tradició espectral romanesa se centra més en l'estudi de com es comporta el so en un entorn "viu". El treball sonor no es limita a espectres harmònics, sinó que inclou aspectes transitoris del timbre i components musicals no harmònics (per exemple, ritme, tempo, dinàmica). A més, el so es tracta fenomenològicament com una presència dinàmica que es pot trobar a l'escolta (més que com un objecte d'estudi científic). Aquest enfocament té com a resultat un llenguatge musical transformador en el qual el canvi continu del material desplaça el paper central que es concedeix a l'estructura en l'espectralisme de l'"escola francesa".

## Compositors

### França
La música espectral es va associar inicialment amb compositors de l' Ensemble francès l'Itinéraire, inclosos Dufourt, Gérard Grisey, Tristan Murail i Michael Levinas. Per a aquests compositors, el so musical (o el so natural) es pren com a model de composició, cosa que provoca un interès per l'exploració de l'interior dels sons. Giacinto Scelsi va tenir una influència important sobre Grisey, Murail i Levinas; el seu enfocament amb l'exploració d'un so únic a les seves obres i una concepció “suau” del temps (com en el seu Quattro pezzi su una nota sola) va influir molt en aquests compositors per incloure noves tècniques instrumentals i variacions de timbre en les seves obres.

### Alemanya i Romania
Altres compositors de música espectral inclouen els del grup alemany Feedback, principalment Johannes Fritsch, Mesias Maiguashca, Peter Eötvös, Claude Vivier i Clarence Barlow. Les característiques de l'espectralisme també es veuen de forma independent en l'obra contemporània dels compositors romanesos Ştefan Niculescu, Horațiu Rădulescu i Iancu Dumitrescu.

### Estats Units
Independentment de l'evolució de la música espectral a Europa, la producció del compositor nord-americà James Tenney va incloure més de cinquanta obres significatives que presenten trets espectralistes. Les seves influències provenien de trobades amb una cultura científica que va impregnar-se durant la postguerra, i una "estètica musical quasi empirista" de John Cage. Les seves obres, tot i que tenen similituds amb la música espectral europea, són distintives d'alguna manera, per exemple, pel seu interès per la "indeterminació postcageiana".

### Postespectralisme
El moviment espectralista va inspirar compositors més recents com Julian Anderson, Ana-Maria Avram, Joshua Fineberg, Georg Friedrich Haas, Jonathan Harvey, Fabien Lévy, Magnus Lindberg i Kaija Saariaho.
Alguns dels compositors francesos "postespectralistes" són Eric Tanguy, Philippe Hurel, François Paris, Philippe Leroux i Thierry Blondeau.
A Catalunya, compositors com Bernat Vivancos o Hèctor Parra relacionen algunes de les influències amb el moviment, empleant algunes tècniques provinents de l'espectralisme.
Als Estats Units, compositors com Alvin Lucier, La Monte Young, Terry Riley, Maryanne Amacher, Phill Niblock i Glenn Branca relacionen algunes de les influències de la música espectral amb la seva pròpia obra. L'obra de Tenney també ha influït en diversos compositors com Larry Polansky i John Luther Adams.
Als Estats Units, el saxofonista i compositor de jazz Steve Lehman i, a Europa, el compositor francès Frédéric Maurin (fr), han introduït tècniques espectrals en el domini del jazz.

## Obres notables
Les peces espectrals característiques inclouen:
- Gérard Grisey: Les espaces acoustiques (Périodes i Partiels)
- Tristan Murail: Gondwana

Altres peces que utilitzen idees o tècniques espectrals inclouen:
- Gérard Grisey: Vortex Temporum
- Tristan Murail: Mémoire-Érosion[22]
- Michael Levinas: Appels
- Karlheinz Stockhausen: Stimmung
- James Tenney: Clang[25]
- James Tenney: Quintext

Les peces postespectrals inclouen:
- Georg Friedrich Haas: In Vain[29]
- John Chowning : Stria (1977)[30]
- Jonathan Harvey: Mortuos Plango, Vivos Voco (1980)

Stria i Mortuos Plango, Vivos Voco són exemples de música electrònica que abracen tècniques espectrals.